# Düsseldorf Challenger 2007
Il Düsseldorf Challenger 2007 è stato un torneo di tennis facente parte della categoria ATP Challenger Series nell'ambito dell'ATP Challenger Series 2007. Il torneo si è giocato a Düsseldorf in Germania dal 3 al 9 settembre 2007 su campi in terra rossa.

## Vincitori

### Singolare
Denis Gremelmayr ha battuto in finale  Andreas Haider-Maurer con il punteggio di 6(5)–7, 6–2, 6–4

### Doppio
Fabio Colangelo /  Philipp Marx hanno battuto in finale  Filip Polášek /  Igor Zelenay con il punteggio di 3–6, 6–3, [10–7]